# 米克·辛格爾特里
迈克尔·安東尼·辛格爾特里（1988年9月19日—）為美國男子籃球運動員，場上位置為小前鋒，現效力於印尼籃球聯賽梭羅河騎士。

## 職業生涯
辛格爾特里在2011年NBA选秀上落選，曾到NBA发展联盟出賽了49場比賽，場均可貢獻10分、4.8籃板、1.9助攻，2013年5月加盟巴拉高能量飲料。
2015年12月24日，大阪七福神宣布與辛格爾特里簽下2015-16賽季合約。2016年2月12日，大阪七福神宣布辛格爾特里的合約已於2月10日到期。2016年8月，辛格爾特里加入生力啤酒人。2018年1月莫諾吸血鬼宣布辛格爾特里重返球隊競逐東南亞職業籃球聯賽。
2020年11月3日，P. LEAGUE+臺北富邦勇士宣布辛格爾特里加盟。辛格爾特里在2020-21賽季例行賽繳出場均20.4分、9.9籃板、4.1助攻、1.3抄截的表現。
2021年5月13日，辛格爾特里在P. LEAGUE+總冠軍賽第三戰繳出22分、16籃板、12助攻三双。5月18日，P. LEAGUE+裁定臺北富邦勇士為2020-21賽季總冠軍，由場均進帳23.2分、12.2籃板、9.2助攻、1.2抄截的辛格爾特里獲選總冠軍賽MVP。6月23日，臺北富邦勇士宣佈與辛格爾特里完成續約。12月5日，辛格爾特里在臺北富邦勇士主場迎戰高雄鋼鐵人的比賽攻下37分，為個人在P. LEAGUE+最高得分紀錄。最終辛格爾特里在2021-22賽季例行賽場均挹注21.9分、11.8籃板、4.6助攻、1.4抄截。
2022年6月23日，辛格爾特里在P. LEAGUE+總冠軍賽第三戰進帳35分、11籃板、11助攻，繳出大三元成績單。6月27日，辛格爾特里在P. LEAGUE+總冠軍賽第五戰攻下締造總冠軍賽單場得分紀錄的43分，臺北富邦勇士也以4比1擊退新竹街口攻城獅抱走P. LEAGUE+冠軍金盃，總冠軍系列賽場均貢獻33.6分、14籃板、5.6助攻、2抄截的辛格爾特里蟬聯總冠軍賽MVP殊榮。7月27日，臺北富邦勇士宣佈與辛格爾特里完成續約。11月6日，辛格爾特里在對戰高雄17直播鋼鐵人的比賽進帳42分改寫個人在P. LEAGUE+單場得分紀錄，其中第一節攻下21分追平克里斯·麥卡洛2021-22賽季所創下的P. LEAGUE+單節得分紀錄。
2023年8月22日，臺北富邦勇士宣佈與辛格爾特里完成續約。2024年1月27日，辛格爾特里在對戰福爾摩沙夢想家的比賽中與布蘭登·吉爾貝克相撞，診斷後確定為腓骨近端骨折、前下脛腓韌帶部分撕裂以及三角韌帶發炎，留下出賽13場，場均21.2分、9.9籃板、4.5助攻、1.4抄截的表現。6月20日，辛格爾特里透過社群平臺宣佈與臺北富邦勇士分道揚鑣。6月21日，臺北富邦勇士宣佈辛格爾特里離隊。辛格爾特里總計代表臺北富邦勇士出賽79場，場均可挹注21.9分、10.8籃板、4.5助攻、1.5抄截。
2025年4月，辛格爾特里加入泰國球隊高科技征戰亞洲籃球冠軍聯賽東亞區資格賽。5月，印尼籃球聯賽梭羅河騎士引進辛格爾特里頂替戴永·葛瑞芬。

## 生涯數據
| † | 代表辛特力於該年度贏得總冠軍 |
| * | 領先聯盟                     |

### P. LEAGUE+

#### 例行賽
| 賽季     | 球隊         | GP | GS | MPG  | FG%  | 3P%  | FT%  | RPG  | APG | SPG | BPG | PPG  |
| -------- | ------------ | -- | -- | ---- | ---- | ---- | ---- | ---- | --- | --- | --- | ---- |
| 2020–21† | 臺北富邦勇士 | 16 | 16 | 33.4 | 44.3 | 36   | 82.9 | 9.8  | 4   | 1.3 | 0.2 | 20.3 |
| 2021–22† | 臺北富邦勇士 | 22 | 22 | 36.2 | 43.6 | 32.6 | 86.3 | 11.7 | 4.5 | 1.4 | 0.6 | 21.8 |
| 2022–23† | 臺北富邦勇士 | 28 | 28 | 38.1 | 41.4 | 32.3 | 78.9 | 11   | 4.7 | 1.6 | 0.6 | 23.2 |

#### 季後賽
| 賽季     | 球隊         | GP | GS | MPG  | FG%  | 3P%  | FT%  | RPG  | APG | SPG | BPG | PPG  |
| -------- | ------------ | -- | -- | ---- | ---- | ---- | ---- | ---- | --- | --- | --- | ---- |
| 2020–21† | 臺北富邦勇士 | 4  | 4  | 37.4 | 46.6 | 34.2 | 76.9 | 12.2 | 9.2 | 1.2 | 0   | 23.2 |
| 2021–22† | 臺北富邦勇士 | 8  | 8  | 40.6 | 53   | 42.1 | 82.8 | 14.2 | 5   | 2   | 0.7 | 29.3 |
| 2022–23† | 臺北富邦勇士 | 4  | 4  | 35.6 | 39.6 | 25.8 | 71.4 | 10.7 | 4.5 | 1.5 | 1   | 16.2 |

## 外部連結
- 米克·辛格爾特里的Instagram帳戶
- 米克·辛格爾特里在fiba.basketball（英语）
- 米克·辛格爾特里在NBA G聯盟官網（英语）
- 米克·辛格爾特里在P. LEAGUE+官網
- 米克·辛格爾特里在Basketball-Reference.com（NBA G聯盟）（英语）
- 米克·辛格爾特里在Sports-Reference.com（NCAA）（英语）
- 米克·辛格爾特里在Eurobasket.com（球員）（英语）
- 米克·辛格爾特里在Proballers（英语）
- 米克·辛格爾特里在RealGM（英语）
- 米克·辛格爾特里在Flashscore（英语）
- 米克·辛格爾特里的LinkedIn页面
- Mike Singletary
- Mike Singletary （页面存档备份，存于）